# انتوني سوتير
انتوني سوتير (5 فبراير 1991 في سويسرا - ) هو لاعب كرة قدم سويسري في مركز الوسط. لعب مع نادي سيرفيت ونادي سيون.

## وصلات خارجية
- انتوني سوتير على موقع قاعدة بيانات كرة القدم.إي يو (الإنجليزية)